# راویسکانینا
راویسکانینا (به ایتالیایی: Raviscanina) یک کومونه در ایتالیا است که در استان کسرتا واقع شده‌است. راویسکانینا ۲۴٫۵ کیلومتر مربع مساحت و ۱٬۳۶۷ نفر جمعیت دارد و ۳۵۸ متر بالاتر از سطح دریا واقع شده‌است.